# کلاس ۱۹۸۴
کلاس ۱۹۸۴ (به انگلیسی: Class of 1984) یک فیلم سینمایی کانادایی در ژانر جنایی تریلر اکشن محصول سال ۱۹۸۲ به کارگردانی مارک ال. لستر و با نویسندگی تام هلند و جان ساکستون و براساس داستانی از تام هلند نوشته شده‌است.

## داستان
اندی معلم جدید دبیرستان است که تابحال جایی را شبیه آنجا ندیده‌ است. دانش آموزان مدرسه توسط شخصی به نام پیتر استگمن رهبری می‌شوند. او کارش فروش مواد مخدر است. طولی نمی‌کشد که اندی و استگمن با هم دشمن می‌شوند و…

## نمایش فیلم
این فیلم در ۲۰ اوت ۱۹۸۲ در ایالات متحده به نمایش درآمد.
پس از اکران اولیه، این فیلم به دلیل محتوای بی حد و حصرش در چندین کشور ممنوع اعلام شد.